# 17097 Ronneuman
A 17097 Ronneuman (ideiglenes jelöléssel 1999 JX31) a Naprendszer kisbolygóövében található aszteroida. A LINEAR projekt keretében fedezték fel 1999. május 10-én.